# Guinea-Bisáu en los Juegos Olímpicos de Tokio 2020
Guinea-Bisáu estuvo representada en los Juegos Olímpicos de Tokio 2020 por cuatro deportistas, tres hombres y una mujer, que compitieron en tres deportes.
Los portadores de la bandera en la ceremonia de apertura fueron el luchador Augusto Midana y la yudoca Taciana Cesar. El equipo olímpico guineano no obtuvo ninguna medalla en estos Juegos.